# Rychaltice
Rychaltice (niem. Bartelsdorf) – wieś, dawna gmina katastralna, w północnej części gminy Hukvaldy, w powiecie Frydek-Mistek, w kraju morawsko-śląskim, w Czechach, na historycznych Morawach. Powierzchnia 930,9746 ha, w 2001 liczba mieszkańców wynosiła 712, zaś w 2012 odnotowano 241 adresów.
Pierwsza pisemna wzmianka pochodzi z 1394. Pierwotnie nazywały się Bartelsdorf i była służebną miejscowością zamku Hukvaldy. Nazwa Rychaltice pojawiła się w 1408 roku. Do państwa hukwaldzkiego włączona została w 1570 roku.
Przez Rychaltice przebiega autostrada D48.